# Rodong-1

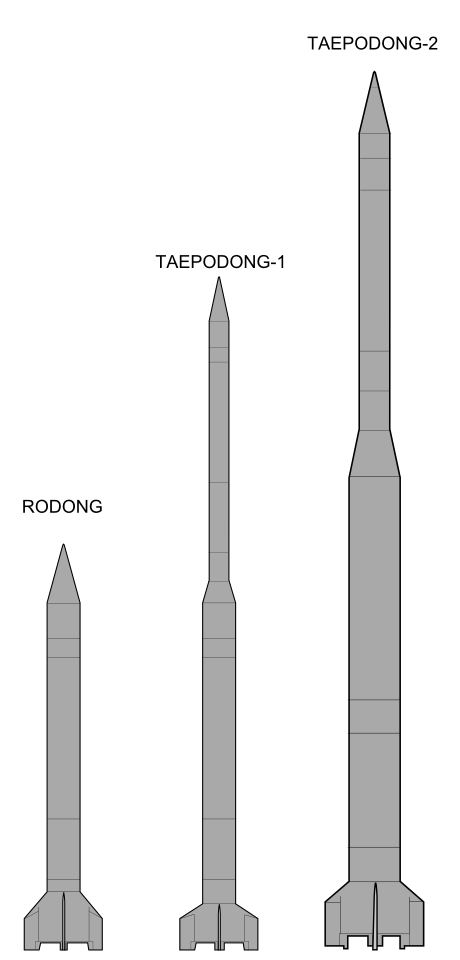
Größenvergleich RODONG, TAEPODONG1&2.

Die Rodong-1 (nordkoreanisch) oder Nodong-1 (südkoreanisch) ist eine einstufige Mittelstreckenrakete, die in den 1980er-Jahren in Nordkorea entwickelt wurde.

## Entwicklung
Ende der 1970er-Jahre begann Nordkorea mit dem Nachbau von in Ägypten beschafften, ursprünglich aus Polen, Bulgarien und der Sowjetunion stammenden R-17-Kurzstreckenraketen. Anfang der 1980er-Jahre gelang es, die Scud-Raketen komplett zu kopieren. Basierend auf diesem Erfolg begann vermutlich 1989 die Entwicklung der Nodong-1. Westliche Rüstungsexperten nehmen an, dass chinesische und emigrierte russische Ingenieure (beispielsweise aus dem Staatlichen Raketenzentrum Makejew in Miass) an der Entwicklung der Nodong-1 beteiligt waren. Diese Rakete ist eine vergrößerte Kopie der Scud, die durch Reverse Engineering entwickelt wurde. Zu diesem Zweck wurde der Scud-B-Raketenrumpf etwa um den Faktor 1,3 erweitert. Auch wurde ein vergrößerter Nachbau des Scud-Raketenmotors entwickelt und eingebaut.
Amerikanische Spionagesatelliten entdeckten die Nodong-1 zum ersten Mal im Mai 1990. Der erste Test der Rakete fand am 29./30. Mai 1993 statt, als die Rakete nach einem Flug von rund 500 km ins Japanische Meer stürzte.
Wann die Nodong-1 Raketen bei den nordkoreanischen Streitkräften eingeführt wurden, ist nicht genau bekannt. Die Serienproduktion begann wahrscheinlich 1991. Die volle operationelle Gefechtsbereitschaft wurde vermutlich 1995 erreicht. Schätzungsweise verfügt Nordkorea über 75–150 Nodong-1 Raketen, wobei bis zu vier Raketen pro Monat produziert werden können.
Die Nodong-1 bildete die Grundlage für die spätere Nodong-2, auch Nodong-B oder Nodong-X bezeichnet. Dieses Projekt wurde angeblich zugunsten der zweistufigen Taepodong-1  im Jahr 1997 eingestellt. Jedoch erfolgten am 5. Juli 2006 zwei Teststarts dieser Rakete.

## Technik
Die Nodong-1 ist eine einstufige Flüssigtreibstoffrakete. Als Treibstoff wird vermutlich TM-185, eine Mischung aus Benzin und Kerosin, verwendet. Als Oxidator kommt vermutlich AK-27I, eine Mischung aus Distickstofftetroxid und Salpetersäure, zum Einsatz. Der Raketenmotor hat eine Brenndauer von 110–115 Sekunden. Nach dem Ausbrennen des Raketenmotors hat die Rakete eine Geschwindigkeit von 3700–3800 m/s erreicht. Die Flugzeit bei einer Schussdistanz von 1500 km beträgt rund 12 Minuten.
Die Steuerung der Nodong-1 erfolgt mittels einer rudimentären Trägheitsnavigationsplattform, die auf dem Steuersystem der Scud-B basiert. Je nach Schussdistanz wird eine Präzision (CEP) von 2000–4000 m erreicht. Es ist möglich, dass bei neueren Ausführungen der Nodong-1 an das Steuersystem ein GPS-Lenksystem gekoppelt wurde. So lässt sich die Präzision auf 190–250 m verbessern. Die Raketenspitze mit dem Sprengkopf wird für den Wiedereintritt vom Raketenrumpf abgetrennt.
Das gesamte Nodong-1-System ist auf Straßen transportierbar. Die Raketen sowie sämtliche dazugehörige Komponenten sind auf Anhängerzügen untergebracht. Alternativ kann auch ein modifizierter MAZ-543 als Transport- und Startfahrzeug verwendet werden. Für die Startvorbereitungen und das Herstellen der Feuerbereitschaft werden vermutlich 120–150 Minuten benötigt.
Die Rakete kann mit einem bis zu 1158 kg schweren Sprengkopf ausgerüstet werden. Je nach Nutzlast wird eine unterschiedliche Reichweite erzielt. Mit einer Nutzlast von 550 kg hat die Nodong-1 eine Reichweite von bis zu 1600 km. Mit der vollen Nutzlast von 1158 kg liegt die Reichweite bei 1350 km. Die Rakete kann mit einer Auswahl von unterschiedlichen Gefechtsköpfen bestückt werden:
- Nuklearsprengkopf
- Splittergefechtskopf
- 150 5-kg-Bomblets (Submunition)
- Chemische Kampfstoffe
- Biologische Kampfstoffe

## Verbreitung
Die nordkoreanischen Entwickler exportierten unter Umgehung des Raketentechnologie-Kontrollregime komplette Nodong-1 Raketen sowie Schlüsselkomponenten nach Pakistan und in den Iran. In Pakistan existiert eine Weiterentwicklung der Rakete unter der Bezeichnung Ghauri-1 (Teststarts erfolgten am 6. April 1998 und am 14. April 1999). Die iranische Shahab-3 ist ebenfalls eine Weiterentwicklung der Nodong-1. Angeblich waren nordkoreanische Ingenieure bei den Raketentests im Iran und in Pakistan anwesend, während iranische und pakistanische Experten bei den koreanischen Tests dabei waren.
Weitere vermutete Exporte von Raketenkomponenten gingen nach Syrien und Libyen.